# جیم بیور
جیم بیور بازیگر، کارگردان و نویسنده آمریکایی است. وی بخاطر بازی در سریال‌های مشهوری همچون دکستر، برکینگ بد و پرونده‌های اکس و سوپرنچرال در بیشتر دنیا شخصی شناخته شده‌است.
از دیگر فیلم‌های معروف او می‌توان به بازی در فیلم در کشور، جایی که قلب آنجاست، دختران بد اشاره کرد.

## زندگینامه
بیور پسر دوروتی ادل و جیمز نورمن بیور است. پدرش فرانسوی-انگلیسی و مادرش آلمانی-اسکاتلندی بوده. اگرچه خانواده‌های والدینش در تگزاس بودند ولی بیور در لارامی زاده شد. جاییکه پدرش در حال تحصیل در رشته حسابداری در دانشگاه وایومینگ بود. بعد از برگشت به تگزاس، پدرش به عنوان حسابدار مشغول بکار شد. جیم سه خواهر کوچکترش بنام‌های دنیس، رنی و تدی دارد.

## زندگی شخصی
در دوران دانشگاه، بیور با دانشجویی بنام دبی یانگ در آگوست ۱۹۷۳ ازدواج کرد ولی ۴ ماه بعد جدا شدند و در ۱۹۷۶ طلاق گرفتند. تا چندین سال بعد از آمدن به کالیفرنیا، با هنک وردن بازیگر هم‌خانه بود. در سال ۱۹۸۹، بعد از ۴ سال دوستی، بیور با سیسیلی آدامز بازیگر ازدواج کرد و در سال ۲۰۰۱ صاحب دختری بنام مدلین شدند. اما در ۳ مارس ۲۰۰۴، سیسیلی در اثر سرطان ریه فوت کرد.